# Władysław Sztyber
Władysław Bogdan Sztyber (ur. 28 grudnia 1928, zm. 18 lutego 2025) – polski ekonomista, profesor nauk ekonomicznych.

## Życiorys
W roku 1952 został absolwentem Uniwersytetu Warszawskiego, w 1967 r. habilitował się. W 1979 r. uzyskał tytuł profesora nauk ekonomicznych. 
Był pracownikiem naukowym na Uniwersytecie Warszawskim, od października 1999 do września 2013 był wykładowcą Wyższej Szkole Gospodarowania Nieruchomościami w Warszawie, a od października 2013 do września 2018 wykładowcą Wszechnicy Polskiej Szkole Wyższej w Warszawie.
Zmarł 18 lutego 2025 i 28 lutego po świeckich uroczystościach w Domu Pożegnań, urna z prochami została złożona w grobie rodzinnym na cmentarzu Wojskowym na Powązkach (kwatera D6-IV-20).